# GuldDok
GuldDok er en dansk dokumentarfilm-pris, der siden 2004 er blevet uddelt hvert år i november i forbindelse med Københavns dokumentarfilmfestival, CPH:DOX. Vinderne kåres af Producentforeningen inden for otte kategorier.

## Kategorier og vindere

### Årets GuldDok
Årets GuldDok gives til årets bedste dokumentar. Juryen udvælger vinderen blandt de indsendte film, uanset længde eller målgruppe. 
- 2004 – De fem benspænd instrueret af Lars von Trier og Jørgen Leth
- 2005 – The Swenkas instrueret af Jeppe Rønde (Cosmo Doc)
- 2006 – Gasolin instrueret af Anders Østergaard (Cosmo Doc)

### Bedste Lange Dok
Dokumentarfilm, der er længere end 45 minutter.
- 2004 – Nede på Jorden instrueret af Max Kestner
- 2005 – Overcoming instrueret af Tómas Gislason (Nordisk Film Production)
- 2006 – Ondskabens Anatomi instrueret af Ove Nyholm, (Digital Film)
- 2007 – Milosevic on Trial instrueret af Michael Christoffersen, (Team Productions)

### Bedste Korte Dok
Dokumentarfilm kortere end 45 minutter.
- 2004 – Rejsen på ophavet instrueret af Max Kestner
- 2005 – Angie instrueret af Tine Katinka Jensen (Den Danske Filmskole)
- 2006 – Beths Dagbog instrueret af Mikala Krogh, Kent Klich, Beth (Tju Bang Film)

### Bedste Debut Dok
Dokumentarfilm, som går til årets bedste debuterende instruktør. 
- 2004 – De hjemløse på Østerport instrueret af Trine Mølgaard
- 2005 – Mr Catra O Fiel instrueret af Andreas Johnsen (R & R)
- 2006 – En sort streg om øjet instrueret af Camilla Magid (Boris Bertram Film)

### Bedste Børne Dok
Dokumentarfilm rettet mod børn eller unge.
- 2004 – Fluen instrueret af Anders Gustafsson
- 2005 – Kan man dø i himlen instrueret af Erlend E. Mo (Magic Hour Films)
- 2006 – ingen pris

### Bedste dok – foto
- 2004 – Henrik Ipsen for Nede på Jorden
- 2005 – Lars Skree, Sebastian Winterø og Nic Hofmeyr for The Swenkas instrueret af Jeppe Rønde (Cosmo Doc)
- 2006 – Lars Skree, Morten Søborg for Freeway (Tju Bang Film)

### Bedste dok – klip
- 2004 – Theis Schmidt for Jerusalem, min elskede
- 2005 – Morten Højbjerg for Overcoming instrueret af Tómas Gislason (Nordisk Film Production)
- 2006 – Per K. Kirkegaard for Freeway (Tju Bang Film)

### Bedste dok – lyd
- 2004 – Eddie Simonsen for Rocket Brothers
- 2005 – Niels Arild for Kan man dø i himlen instrueret af Erlend E. Mo (Magic Hour Films)
- 2006 – Andreas Kongsgaard Mogensen for Inden for mine øjne (Magic Hour Films)